# Principal (Cap Verd)
Principal (crioll capverdià Principal) és una vila al nord de l'illa de Santiago a l'arxipèlag de Cap Verd. En 2010 tenia 1.193 habitants. Està situada entre muntanyes, uns 3 kilòmetres al nord del cim de la Serra da Malagueta i 9 km a l'oest de Calheta de São Miguel, l'assentament es troba al costat del Parc Natural. L'assentament rep el nom de la Ribeira Principal, un rierol proper que té uns 10-15 quilòmetres de longitud i que flueix predominantment al nord-est.